# Java Authentication and Authorization Service
A Java Authentication and Authorization Service, vagy JAAS (ejtsd: "Jazz") Java biztonsági szolgáltatás, amely a felhasználók kezelésével kapcsolatos problémákra próbál megoldást nyújtani. A JAAS a JRE 1.4 óta a Java Runtime Environment része. Korábban a JAAS a Sun által kínált kiegészítésként volt elérhető.
A JAAS legfőbb célkitűzése, hogy a felhasználók kezelése a konkrét alkalmazástól függetlenül történjen. Ilyen esetekben olyan problémákat kell megoldani, hogy hol történjen a felhasználó azonosítása, vagy hol legyenek tárolva a felhasználók jogai stb. A JAAS egy, a Java-ban korábban létező biztonsági rétegét bővíti további ellenőrzési réteggel. A technológiához tartozó legfontosabb fogalmak: felhasználó (user), csoport (group) és a szerepkör (role).

## Adminisztráció
A rendszer működése az alábbi fájlok segítségével állítható be:
```
*
.
login
.
conf
:
 
felhasználók
 
bejelentkezését
 
támogató
 
modulok
 
leírása

*
.
policy
:
 
az
 
erőforrást
 
igénylő
 
felhasználó
 
vagy
 
program
 
jogainak
 
meghatározása

```

Az alábbi példa egy login.conf fájl tartalmát mutatja be. A leírás meghatározza mindazokat a modulokat, amelyeknek a felhasználó azonosításához szerepük van.
```
PetShopApplication
 
{

      
com
.
sun
.
security
.
auth
.
module
.
LdapLoginModule
 
sufficient
;

      
com
.
foo
.
SmartcardLoginModule
                 
requisite
;

      
com
.
sun
.
security
.
auth
.
module
.
UnixLoginModule
 
required
 
debug
=
true
;

}

```

## JAAS interfész
Egy alkalmazásfejlesztő szemszögéből, a JAAS egy szabványos könyvtár ami lehetőséget biztosít azonosítók és bizonyítványok ábrázolására, egy bejelentkezési szolgáltatást, ami jelez az alkalmazásnak valamilyen, az azonosításhoz felhasznált adatok bekérésére. A szolgáltatás ezt követően ellenőrzi a megadott adatok alapján a felhasználó jogait (amit a rendszer adminisztrátora állít be).

## Biztonsági rendszer integrációja meglévő alkalmazásokkal
A JAAS a következőket nyújtja a biztonsági rendszert tervezőjének:
- azonosító névterek az alkalmazások számára
- azonosítók és erőforrások összerendelése
- bejelentkezési modulok fejlesztéséhez, amelyek bekérnek valamilyen adatokat a felhasználótól, meghatározza annak jogosultságait , majd ez alapján visszaküldi a megfelelő választ.

## Lásd még
- Pluggable Authentication Modules
- Enterprise JavaBeans
- Keystore

## Külső hivatkozások
JAASRefGuide
JAASRefGuide
jguard
jw-0913-jaas